# Ferrera di Varese
Ferrera di Varese est une commune italienne de la province de Varèse dans la région Lombardie en Italie.

## Toponyme
Provient du latin ferraria: mine de fer, en référence aux mines du monte Brinzio.

## Administration
| Période                                  | Période  | Identité         | Étiquette | Qualité |
| ---------------------------------------- | -------- | ---------------- | --------- | ------- |
| 8/6/2009                                 | En cours | Gabriele Morello |           |         |
| Les données manquantes sont à compléter. |          |                  |           |         |

### Hameaux
Frasnetti, Rocca, Ronco